# Робак, Леа
Леа Робак (Робэк, Léa Roback; 3 ноября 1903 — 28 августа 2000) — канадская профсоюзная и общественная деятельница, пацифистка и феминистка. Она выступала против насилия, расизма и несправедливости. Полиглотка и суфражистка, она считается одной из пионеров феминизма в Квебеке. Синдикалистка, марксистка и коммунистка, открывшая первый марксистский книжный магазин в Монреале.

## Ранние годы
Родилась в Монреале, Квебек; была второй из девяти детей в семье польских еврейских иммигрантов. Её отец был портным, который вместе со своей женой Фанни управлял универсальным магазином. Они были единственными евреями в Бопоре, где выросла Робак. Она говорила на идиш дома, на французском с местными жителями Бопорта и на английском в школе. В семье ценили чтение и искусство.
Робак со своей семьей вернулась в Монреаль в 1915 году. Работая в British American Dyeworks, она остро ощущала различия между различными слоями монреальского общества. Следующим её занятием была работа билетёрши в Театре Её Величества. Заинтересовавшись литературой, она скопила деньги, чтобы поступить в Гренобльский университет в 1926 году, получив степень бакалавра гуманитарных наук. По возвращении из Гренобля она присоединилась к своей сестре в Нью-Йорке. В 1929 году она поехала в Берлин навестить своего брата Анри, студента-медика. Там она изучала немецкий язык, посещала университетские курсы и сама преподавала английский язык. Она также посетила Англию и Италию, развив твёрдую приверженность коммунистическому движению.

## Карьера
В 1929 году Робак стал членом Коммунистической партии Канады. Она симпатизировала и более умеренным социалистам, но считала, что те не претворяют свои слова в жизнь, поэтому перешла к марксизму-ленинизму. В своем интервью 1988 года Николь Ласель она сказала, что именно в этот период обрела подлинное политическое сознание. Осенью 1932 года, когда ситуация в Германии обострилась, Робак, еврейка и иностранка, была вынуждена вернуться в Монреаль. В 1934 году она провела несколько месяцев в Советском Союзе с возлюбленным. Окончательно вернувшись в Монреаль, она участвовала в организации безработных, которую возглавлял Норман Бетьюн. Она также работала в Еврейской ассоциации молодых женщин. В 1935 году открыла первый марксистский книжный магазин в Монреале — Modern Book Shop.
Вместе с Терезой Касгрэн Робак боролась за избирательное право женщин в Квебеке с 1936 года. В том же году они вместе с Роуз Песоттой, ветераном профсоюзного движения из Нью-Йорка, основали в Монреале Международный союз портных (ILGWU), возглавивший в 1937 году забастовку 5000 женщин. В 1941—1951 годах Робак занималась юнионизацией на RCA Victor. В 1943 году она добилась первого профсоюзного договора для женщин, но не хотела становиться представителем профсоюза или подниматься вверх по структуре профсоюзной иерархии. В том же году Робак стала политическим организатором в кампании Фреда Роуза. Она вышла из коммунистической партии в 1958 году.
В 1960 году она стала активисткой организации «Голос женщин» (La Voix des Femmes) в Монреале (вместе с Мадлен Родитель, Терез Касгрэн и Симонн Моне-Шартран). Она выступала против войны во Вьетнаме, апартеида в Южной Африке и распространения ядерного оружия, а также была поборницей бесплатного доступа к качественному образованию. Как феминистка она боролась за право голоса за право на аборт и доступ к контрацепции. Робак также требовала достойного жилья для жителей Сен-Анри. В возрасте 83 лет под проливным дождем она участвовала в марше женщин за справедливую оплату труда. В 1985 году она стала почётным членом Канадского института женских исследований. В 2000 году стала рыцарем Национального ордена Квебека и умерла в Кот-де-Неж.

## Наследие
Её память увековечена работой Фонда Лиа Робак (Fondation Léa Roback), созданного в 1993 году, который предоставляет стипендии проживающим в Квебеке женщинам, которые находятся в социально уязвимом и неблагоприятном экономически положении. Исследовательский центр социального неравенства в Монреале «Le center Léa-Roback» также назван в её честь, как и Maison Parent-Roback в Старом Монреале. Софи Биссоннетт сняла документальный фильм о жизни Робак в 1991 году. В 2000-х в её честь были названы две улицы, в том числе Rue Léa-Roback в районе Сен-Анри в Монреале.